# Premier Division (Gibraltar) 2014/15
Het seizoen 2014/15 was het 116de seizoen van de Premier Division. De kampioen ging naar de eerste voorronde van de Champions League en de bekerwinnaar ging naar de eerste voorronde van de Europa League. Tijdens deze competitie werden nooit twee of meer wedstrijden op hetzelfde moment gespeeld, omdat alle wedstrijden afgewerkt werden in het Victoria Stadium. Lincoln Red Imps trad dit seizoen aan als regerend landskampioen.

## Eindstand
De kampioen kwalificeerde zich voor de eerste voorronde van de UEFA Champions League. De bekerwinnaar kwalificeerde zich voor de eerste voorronde van de Europa League. Omdat Lincoln Red Imps zowel het landskampioenschap als de beker won, kwalificeerde de nummer twee Europa FC zich voor de Europa League. Er was dit seizoen geen degradatie mogelijk.
|   | Club             | WG | W  | G | V  | DV | DT | +/- | P  |                                                |
| - | ---------------- | -- | -- | - | -- | -- | -- | --- | -- | ---------------------------------------------- |
| 1 | Lincoln          | 21 | 19 | 1 | 1  | 80 | 12 | +68 | 58 | Eerste voorronde UEFA Champions League 2015/16 |
| 2 | Europa FC        | 21 | 12 | 6 | 3  | 42 | 14 | +28 | 42 | Eerste voorronde UEFA Europa League 2015/16    |
| 3 | Lynx FC          | 21 | 10 | 8 | 3  | 36 | 18 | +18 | 38 |                                                |
| 4 | St Josephs FC    | 21 | 12 | 2 | 7  | 36 | 18 | +18 | 38 |                                                |
| 5 | Manchester 62    | 21 | 7  | 6 | 8  | 22 | 25 | -3  | 27 |                                                |
| 6 | Glacis United FC | 21 | 4  | 3 | 14 | 14 | 50 | -36 | 15 |                                                |
| 7 | Britannia FC     | 21 | 3  | 2 | 16 | 13 | 67 | -54 | 9  |                                                |
| 8 | Lions Gibraltar  | 21 | 1  | 5 | 15 | 9  | 48 | -39 | 8  |                                                |

Nationale competities:
Albanië · Andorra · Armenië · België · Bosnië en Herzegovina · Bulgarije · Cyprus · Denemarken · Duitsland · Engeland · Estland ('14 '15) · Faeröer ('14 '15) · Finland ('14 '15) · Frankrijk · Gibraltar · Griekenland · Hongarije · IJsland ('14 '15) · Ierland ('14 '15) · Israël · Italië · Kazachstan ('14 '15) · Kroatië · Letland ('14 '15) · Litouwen ('14 '15) · Luxemburg · Macedonië · Malta · Moldavië · Montenegro · Nederland · Noord-Ierland · Noorwegen ('14 '15) · Oekraïne · Oostenrijk · Polen · Portugal · Roemenië · Rusland · San Marino · Schotland · Servië · Slovenië · Slowakije · Spanje · Tsjechië · Turkije · Wales · Zweden ('14 '15) · Zwitserland
Europese competities: Super Cup 2015 · Champions League · Europa League